# MP 40
MP 40 (Maschinenpistole 40) byl německý samopal používaný v letech druhé světové války. S počtem více než milionu kusů vyrobených od roku 1940 do roku 1945 firmou Erma Werke to byl nejpoužívanější samopal ve výzbroji německé armády. MP 40 patřil do řady samopalů MP 38, MP 38/40 vyráběných německou firmou Erma Werke, kterou německá vláda pověřila vývojem nového samopalu v letech těsně před druhou světovou válkou. 
Navržen byl v roce 1938 inspirací od jeho předchůdce MP 38. Při vývoji dala firma důraz na jeho jednoduchou výrobu. Dočkal se rozsáhlého použití mezi pěšáky (zejména veliteli čety a družstev) a výsadkáři na východní a západní frontě i posádkami obrněných vozidel. Díky jeho pokročilým a moderním funkcím se po válce stal oblíbeným mezi vojáky a oblíbený v zemích z různých částí světa. Spojenci jej často nazývali „Schmeisser“ po  Hugovi Schmeisserovi, který navrhl samopal MP 18, ačkoli  na konstrukci ani výrobě MP40 se nepodílel. Mezi další varianty zbraně patřily MP 40/I a MP 41. 

## Vývoj
Německá firma Erma Werke v Erfurtu roku 1936 zkoušela nový typ samopalu „EMP 36“ používající mechanizmus s teleskopickým pouzdrem vratné pružiny závěru systému Vollmer, který byl vybaven sklopnou ramenní opěrou, pistolovou rukojetí a dřevěným předpažbím. Německá armáda se teprve těsně před druhou světovou válkou rozhodla zavést do výzbroje samopaly pro potřeby tankového vojska a výsadkářů, proto byl přijat roku 1938 zdokonalený samopal firmy Erma pod označením MP 38. Ten zachovával celkové uspořádání a vnější vzhled prototypu firmy Erma, ale jeho závěr byl kombinací dřívějších Schmeisserových konstrukcí s teleskopickým pouzdrem vratné pružiny Vollmerova systému a spoušťový mechanismus se blížil řešení Schmeisserova samopalu MP 28 (s vypuštěním voliče režimu střelby), a používal i zásobník Schmeisserovy konstrukce. Není známo kdo tyto konstrukční změny provedl. Tento samopal mimo firmy Erma Werke vyráběla rovněž zbrojovka v rakouském Štýru.

## Konstrukce
Samopal se vyznačuje hlavní bez pláště, pistolovou rukojetí a sklopnou ramenní opěrkou. Má neuzamčený, masivní závěr s předzápalem. úderníková pružina je uložená uvnitř teleskopického systému trubek, chránící ji před znečištěním. Napínací páka závěru je umístěna na levé straně. Samopal nemá přepínač způsobu střelby a umožňuje pouze střelbu dávkou. Díky poměrně nevelké kadenci lze s určitou mírou zručnosti střílet i jednotlivými ranami. Nízká rychlost palby se projevuje kladně na přesnosti střelby a také vystřílení všech nábojů ze zásobníku trvá déle. Je dosažena pomocí pneumatického tlumiče, tvořeného odpruženým pístem ve tvaru tyčky, uloženým uvnitř úderníku. Hledí samopalu se skládá ze dvou plátků se zářezy - pevného pro střelbu do 100 m a sklopného do 200 m. Muška je chráněna prstencovým chránítkem. Pažba samopalu je vyrobena z kovu, pod hlavní se nalézá hliníková lišta a výstupek sloužící jako opěrka při střelbě z úkrytu. Z bakelitu byla vyrobena lisovaná opěrka mezi spouští a zásobníkem.
V průběhu výroby samopal prodělal řadu úprav. Například v roce 1940 masivní a nákladné tělo závěru s frézovanými podélnými drážkami bylo nahrazeno hladkým a lisovaným. Objímka pro zásobník, která měla původně na boku dva otvory, potom byla bez otvorů a nakonec s rovnoběžnými žebry. Nejpodstatnějším rozdílem byla konstrukce pojistek. Od verze MP38 až po MP40 se zachovala původní podoba napínací páky, která byla pevnou součásti závěru. K zajištění zbraně se závěr natáhl úplně vzad a napínací páka se zajistila v zalomeném výřezu v pouzdře závěru. V průběhu používáni samopalu se ukázalo, že pokud byl závěr v přední pozici a došlo k zachycení napínací páky např. o oděv a jejímu následnému částečnému natažení mohlo dojít k neúmyslnému vystřelu. V poli se tento problém provizorně řešil např. vsunutím napínací páky do otvoru v nosném řemenu při přenášení zbraně. Až v létě 1942 byl problém definitivně vyřešen přidáním pojistky, která zajišťovala závěr v přední pozici. Tato pojistka byla integrována do napínací páky a měla podobu kolíčku, který se zamáčkl směrem do zbraně a zapadl do vybrání v pouzdře závěru. Touto pojistkou měly být zpětně vybaveny všechny zbraně vyrobené i před rokem 1942, ale k těmto úpravám nedošlo.
Za 2. světové války byly zkoušeny rovněž samopaly MP 40 s úpravou pro nasazení zdvojeného zásobníku (standardní dva zásobníky byly umístěny vedle sebe a po vystřílení nábojů z prvního se druhý přesunul na jeho místo).

## Varianty

### MP 36
První prototyp z roku 1936 na rozdíl od dalších modelů má zásobník ze strany.[zdroj⁠?!] Jsou známé dva přežívající kusy, jeden v Praze v muzeu a druhý ve sbírce soukromého sběratele.[zdroj⁠?!]

### MP 38
První verze vyráběná od roku 1938 do roku 1940.

### MP 38 (L)
Vylehčená verze vyráběná v menším množství v roce 1938 s tělem zbraně z lehké slitiny (L - Leichtmetall) Pravděpodobně jediný dochovaný exemplář je ve sbírkách VHÚ v Praze.

### MP 38/40
Verze vyráběná v roce 1940.

### MP 40
Verze vyráběná od roku 1940 do roku 1944 . Technologická zjednodušení a zlevnění výroby. Pouzdro závěru nahrazeno lisovaným. Nejpočetnější masově vyráběná verze.

### MP 41

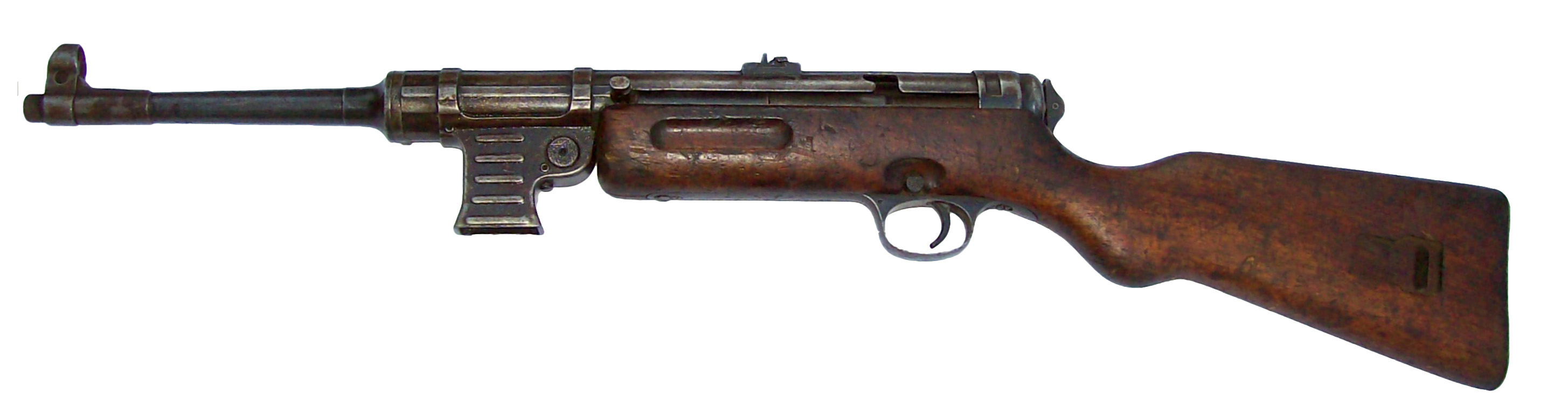
MP41 s dřevěnou pažbou

Modifikace s dřevěnou pažbou namísto sklopné ramenní opěry vyráběná od roku 1941 do roku 1942. Možnost střelby dávkou i jednotlivými ranami, samopal také postrádá opěrku pod hlavní. Vyráběna firmou Haenel v Suhlu v poměrně malé sérii, využívá součásti ze zbraní MP 40 a MP 28 (spoušťový mechanismus, pažba). Zbraň byla původně vyráběna pro Rumunsko, ale část dodávky byla zadržena pro potřeby německé armády, ale nebyl oficiálně zařazen do výzbroje německé armády. Používán bezpečnostními složkami, vojsky SS a exportována do zahraničí. S počtem 2000 kusů to byl od roku 1944 nejrozšířenější samopal ve výzbroji armády Slovenského štátu.[zdroj⁠?!]

### MP 40 II. model
Tato verze se vyráběla od roku Od roku 1942 do roku 1944. V podstatě malá modernizace MP 40.

## Služba
Na začátku války měly německé polní jednotky ve výzbroji 8773 těchto samopalů. První výrobní verze MP 38 byla použita při invazi do Polska. Používali ho hlavně výsadkáři, či velitelé čet pěchoty a přednostně jím byly vyzbrojovány jednotky SS. Pro svůj malý dostřel byl vhodný na boj ve městech a v zákopech. Jeho nevýhodou byl dlouhý zásobník, který znesnadňoval střelbu vleže.
Během a po skončení druhé světové války se mnoho MP 40 (více než 200 000) dostalo do rukou spojencům a poté byly přerozděleny polovojenským a nepravidelným silám některých rozvojových zemí. Norská armáda stáhla MP 38 ze služby v roce 1975, ale MP 40 používala ještě několik let. Zejména zeměbrana (Heimevernet) jej používala asi do roku 1990, kdy byl nahrazen typem Heckler & Koch MP5.[11]

## Galerie

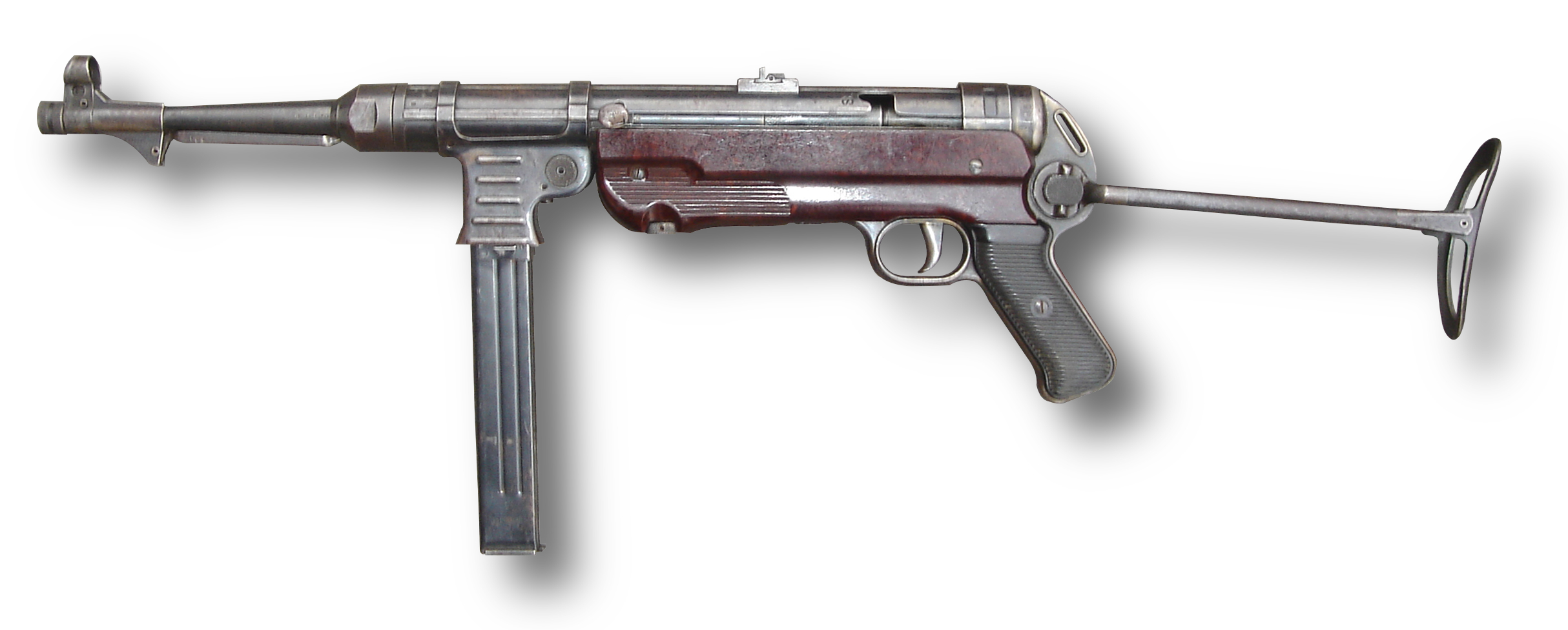
MP40 s rozloženou ramenní opěrkou.
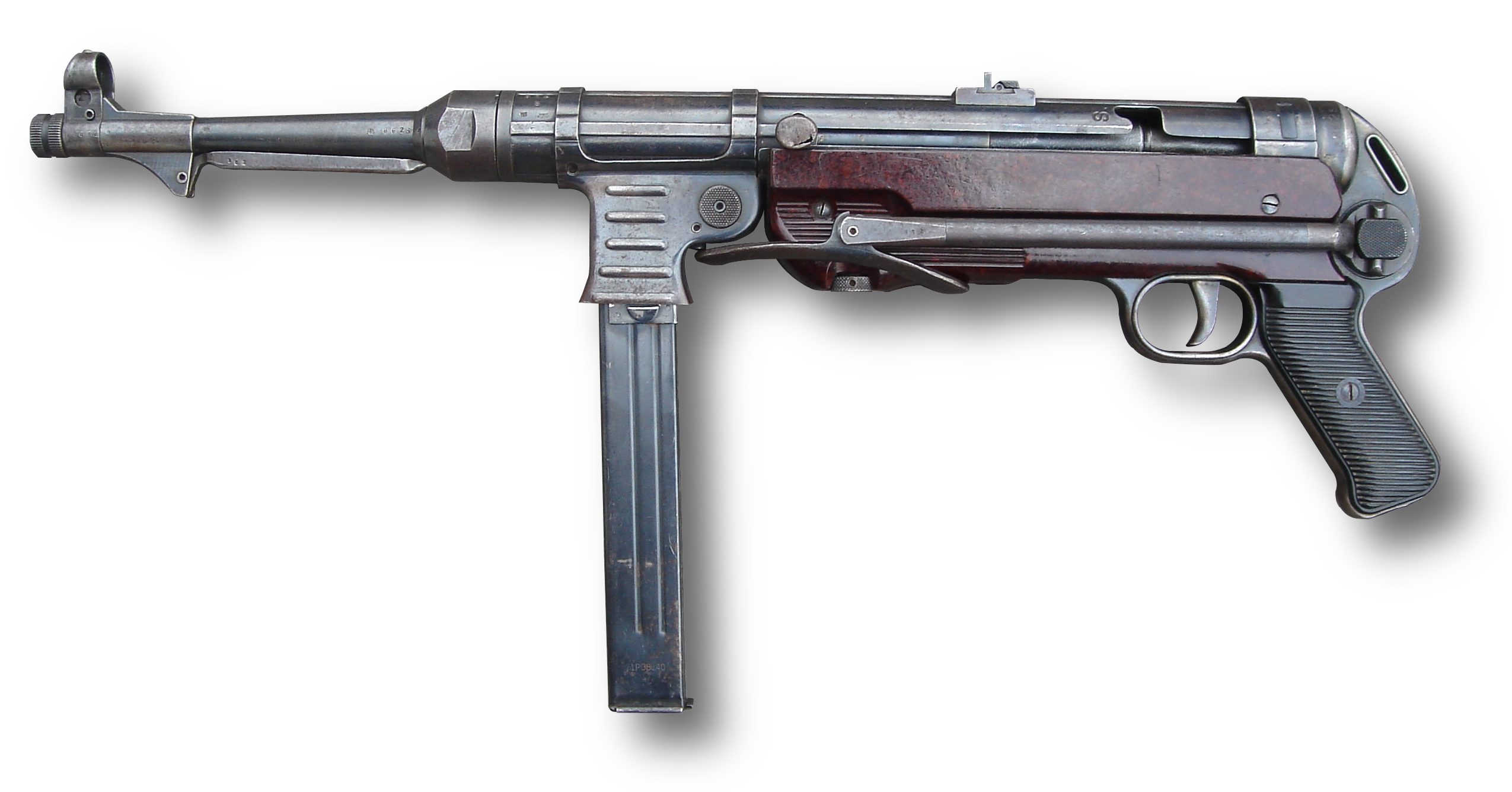
MP40 se sklopenou ramenní opěrkou (tento koncept byl použit i u jedné variace AK-47).
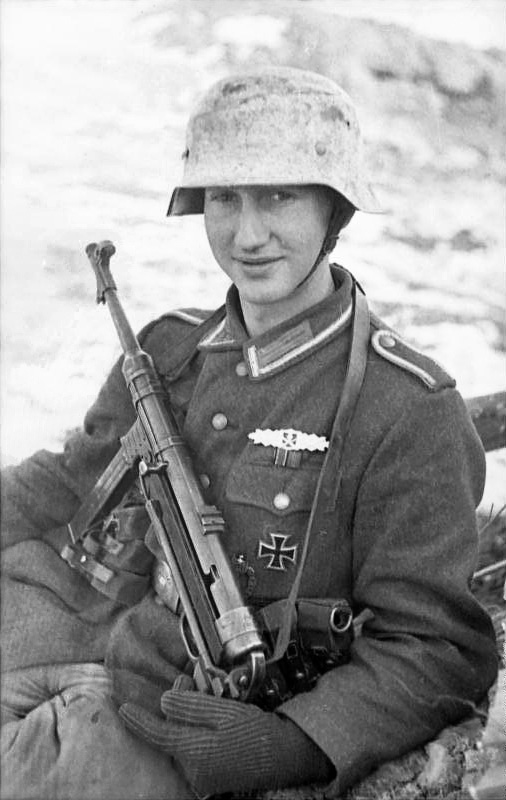
Německý voják na Východní frontě.
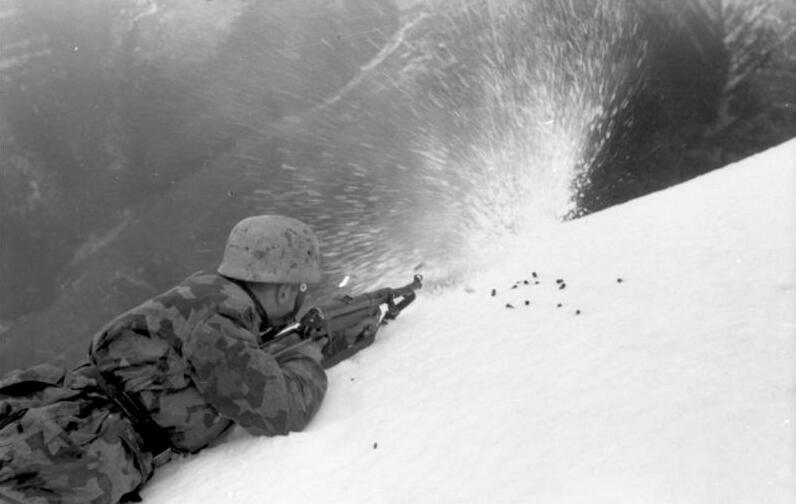
Palba z MP40 v Italských Alpách.
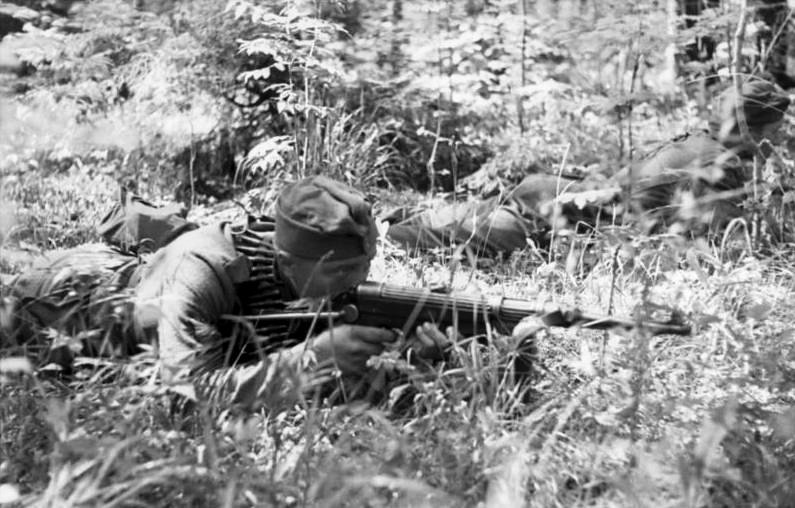
Vlasovec s MP 38.
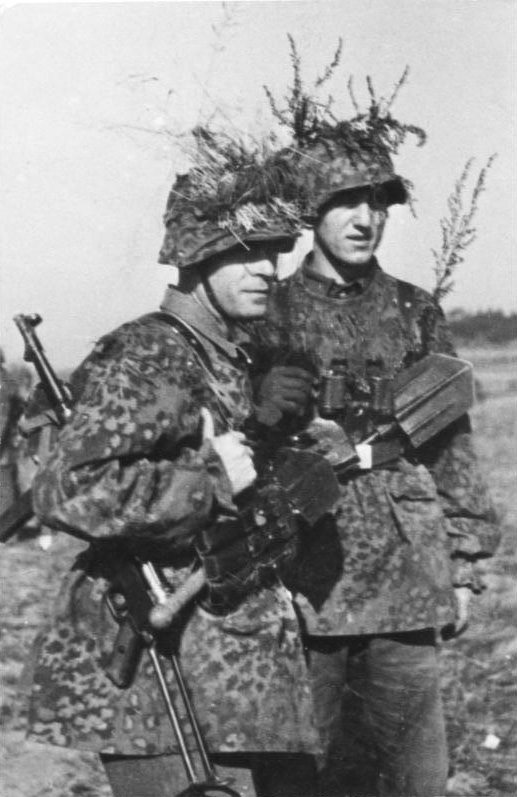
Průzkumníci Waffen-SS vyzbrojení MP40.

## Uživatelé
- Rakousko[10]
- Německo
- Norsko
- Slovensko[zdroj⁠?!]
- Sovětský svaz (Rudá armáda operovala s několika ukořistěnými MP40)
- Československo (kořistní kusy, vyřazeny v polovině 50. let 20. století)[10]